# A casa
«A casa» es el segundo episodio de la sexta temporada de la serie de televisión de fantasía medieval Game of Thrones (Juego de Tronos, en español), de la cadena HBO. Dave Hill escribió el episodio y Jeremy Podeswa lo dirigió.

## Argumento

### En el Norte
En Invernalia, Lord Harald Karstark (Paul Rattray) llega informando de la muerte de los cazadores enviados tras Sansa (Sophie Turner) y Theon (Alfie Allen). Sin saber que Jon está muerto, Ramsay Bolton (Iwan Rheon) deduce que Sansa ha marchado al Castillo Negro, donde el Lord Comandante de la Guardia de la Noche les daría refugio y protección. Ramsay propone a su padre, Lord Roose Bolton (Michael McElhatton) asaltar el castillo desde el sur, ahora vulnerable. Roose advierte a Ramsay que sus imprudencias solo llevarán a que el Norte se rebele contra ellos, especialmente si mata al Lord Comandante de la Guardia de la Noche. El Maestre Wolkan (Richard Rycroft) llega para anunciar que Lady Walda ha dado luz a un hijo varón, lo que provoca en Ramsay que apuñale a su padre, matándolo. A continuación, conduce a Walda y al bebé a las perreras, donde suelta a las bestias que se encargan de acabar con las vidas de madre e hijo. Tras esto, Ramsay queda como el nuevo Señor de la Casa Bolton.
Mientras tanto, tras reunirse con Brienne (Gwendoline Christie) y Podrick (Daniel Portman), Sansa se entera de que Arya (Maisie Williams) está viva, pero que no ha sido vista desde su huida en las Tierras de los Ríos. Theon le dice a Sansa que no la puede acompañar al Castillo Negro, ya que no se merece su perdón. Confía en que Brienne y Podrick puedan proteger mejor a Sansa, afirmando que tiene planes de volver a las Islas del Hierro.

### En Desembarco del Rey
En una taberna, un hombre borracho se jacta de haberse burlado de Cersei durante su paseo de la vergüenza, para diversión de sus camaradas. En cuanto abandona el sitio para orinar, aparece Gregor Clegane (Hafþór Júlíus Björnsson), quien lo mata aplastando su cabeza contra la pared.
El cuerpo de la princesa Myrcella (Nell Tiger Free) es velado en el Gran Septo de Baelor, mientras que Jaime Lannister (Nikolaj Coster-Waldau) es abordado por el Gorrión Supremo (Jonathan Pryce), donde la tensión se eleva peligrosamente entre la Fe Militante y la Corona. Jaime amenaza al Gorrión Supremo por como se ha tratado a su hermana, y el Gorrión Supremo responde que la Fe Militante es grande, y que sus soldados no tienen nada que perder, alegando que son capaces de derrocar imperios. Mientras tanto, Cersei Lannister (Lena Headey) tiene prohibido salir de la Fortaleza Roja por orden del rey Tommen I (Dean-Charles Chapman), en un esfuerzo por protegerla. Tommen se disculpa con ella por esto, y le pide que le ayude a ser fuerte, para proteger a las personas que ama.

### En Meereen
Tyrion Lannister (Peter Dinklage) conversa con Varys (Conleth Hill), Missandei (Nathalie Emmanuel) y Gusano Gris (Jacob Anderson) sobre los últimos sucesos en Meereen. Tyrion se entera de que Astapor y Yunkai han sido retomadas por los Maestros, dejando a Meereen como la única ciudad, por ahora libre, en la Bahía de los Esclavos. Sabiendo que necesitan el poder de los dragones, Tyrion baja a las mazmorras para liberarlos. Aunque preocupado al principio, los dragones no atacan a Tyrion, y le permiten soltar sus cadenas antes de abandonar el lugar.

### En Braavos
Arya (Maisie Williams) continúa su entrenamiento a ciegas contra la Niña Abandonada (Faye Marsay), pero todavía termina en clara desventaja. Después de ser derrotada de nuevo, Arya se sorprende cuando Jaqen H'ghar (Tom Wlaschiha) aparece para ofrecerle tentaciones como alimentos, ropa de cama, y su visión a cambio de que le dijera su nombre. Arya rechaza todas las ofertas de Jaqen, con lo que éste le responde que ya no tiene que vivir como una mendiga en las calles de Braavos.

### Más Allá del Muro
Bran (Isaac Hempstead Wright) continúa su formación con el Cuervo de tres ojos (Max von Sydow). Es testigo de una visión con unos jóvenes Eddard, Benjen, y Lyanna Stark en Invernalia. Incluso aparece un joven Hodor. Sin embargo, el Cuervo de Tres Ojos decide poner fin a la experiencia, advirtiendo a Bran de que correría peligro "ahogándose" en viejos recuerdos. Fuera de la cueva, Meera Reed (Ellie Kendrick) se lamenta de no poder servir de ayuda a Bran en su aprendizaje como verdevidente.

### En las Islas del Hierro
El rey Balon Greyjoy (Patrick Malahide) charla con Yara (Gemma Wheelan) acerca de su guerra contra el Norte. Yara señala que los ejércitos del Norte han vuelto a tomar todas las fortalezas ocupadas anteriormente por los Hombres del Hierro, y le ruega que ponga fin a la guerra. Sin embargo, Balon se niega y se compromete a enviar más tropas para organizar otra invasión en el Norte. Al salir de la cámara, Balon se encuentra con su hermano, Euron Greyjoy (Pilou Asbæk). Balon intenta apuñalar a Euron, pero este último lo arroja desde el puente colgante, hacia su muerte. En el funeral de Balon, Yara jura venganza contra el asesino de Balon, pero le recuerda su tío Aeron (Michael Feast), un sacerdote del Dios Ahogado, que su posición dependerá de una asamblea de sucesión.

### En el Muro
Davos Seaworth (Liam Cunningham) y los leales a Jon se preparan para la batalla cuando Alliser Thorne (Owen Teale) y sus aliados empiezan a entrar por la fuerza en la cámara donde se resguardan. Cuando están a punto de echar la puerta abajo, las paredes exteriores del Castillo son destrozadas por el gigante Wun Wun, seguido de Tormund (Kristofer Hivju) y un ejército salvajes, que han vuelto con Edd el Penas (Ben Crompton). Superados en número, Alliser y los amotinados se ven obligados a rendirse y soltar las armas.
En la cámara, Davos suplica a Melisandre (Carice van Houten) intentar resucitar a Jon, recordándole sus milagros anteriores, como beber veneno sin morir y dar a luz a una sombra. Aunque la fe de Melisandre ha sido severamente afectada por la caída de Stannis Baratheon, recuerda su encuentro con Thoros, por lo que decide intentarlo. Derrotada tras varios intentos en vano, Melisandre, Davos, Edd y Tormund abandonan la habitación. En cuestión de segundos, en cuanto Fantasma alza la cabeza, Jon Nieve (Kit Harington) despierta

## Producción
El episodio fue escrito por Dave Hill. Algunos elementos del episodio se basan en la sexta novela de la serie Canción de hielo y fuego llamada Vientos de invierno, que el autor George R. R. Martin esperaba haber completado antes de que comenzara la sexta temporada. También contiene elementos de los capítulos "La niña ciega", "El domador de dragones" y "Bran III" del quinto libro llamado Danza de dragones. así como la muerte de Balon Greyjoy, un evento referenciado en "Catelyn V" del tercer libro Tormenta de espadas pero no vista por el lector.
Isaac Hempstead-Wright (Bran Stark), Ellie Kendrick (Meera Reed), Kristian Nairn (Hodor), Gemma Whelan (Yara Greyjoy) y Patrick Malahide (Balon Greyjoy) regresan después de una ausencia de varios años (Malahide desde la tercera temporada, los otros desde la cuarta temporada). El episodio tiene la introducción de nuevos miembros de reparto recurrentes como Max von Sydow que reemplaza a Struan Rodger que retrató brevemente al personaje en la temporada 4 como el cuervo de tres ojos, Kae Alexander como Leaf, Pilou Asbaek como Euron Greyjoy y Michael Feast como Aeron Greyjoy. Además, varios actores infantiles fueron emitidos para retratar versiones jóvenes de personajes conocidos dentro del programa para la visión de Bran de Invernalia en el pasado. Estos incluyen a Sebastian Croft como el joven Ned Stark, Cordelia Hill como la joven Lyanna Stark, Matteo Elezi como la joven Benjen Stark y Sam Coleman como el joven Hodor.
Este episodio fue la última aparición de un personaje principal Michael McElhatton (Roose Bolton), ya que este fue asesinado por su hijo, Ramsay Bolton, y de los actores secundarios Elizabeth Webster (Walda Bolton) y Patrick Malahide (Balon Greyjoy), ya que también serían asesinados.
Durante meses, Kit Harington ha sido interrogado una y otra vez sobre el final de la quinta temporada de Juego de tronos y su participación en la sexta. Célebres son sus palabras en las que afirmaba “Estoy muerto. No voy a volver la próxima temporada“. No obstante, las continuas filtraciones de su participación en el rodaje de la nueva temporada, resultado de un seguimiento del actor pocas veces visto, le llevaron en última instancia a admitir que aparecería en la sexta temporada… pero solo como un cadáver. Y no fue el único, puesto que otros compañeros de la serie, incluidos los propios creadores, siguieron el mismo discurso. 
Pero en el episodio Jon Snow revivió por medio de Melisandre. Kit Harington dijo: "Me gustaría pedir perdón por haber mentido a a todo el mundo. Me alegro de que la gente se disgustara por mi muerte. Creo que mi mayor miedo era que no les importara o que dijeran ‘bueno, Jon Nieve está muerto’. Pero la reacción de la gente parecía similar a la del capítulo sobre la Boda Roja, con ese tipo de dolor. Esto significa que hay algo que la serie y yo estamos haciendo bien".

## Recepción
El episodio recibió críticas positivas del 92 % de Rotten Tomatoes. El segundo episodio de la sexta temporada de Juego de tronos ha logrado mantenerse, por primera vez, por encima de los 7 millones de espectadores. En concreto, el episodio fue seguido en su primera emisión en Estados Unidos por 7,29 millones, lo que le coloca como el cuarto episodio más visto de la serie, por detrás de Misericordia, Las guerras venideras y La Mujer Roja.